# Шоуто на Елън Дедженеръс
„Шоуто на Елън Дедженеръс“ (на английски: The Ellen DeGeneres Show, стилизирано като ellen) е американско дневно телевизионно комедийно токшоу, създадено и водено от Елън Дедженеръс, което се излъчва в продължение на 19 сезона от 8 септември 2003 г. до 26 май 2022 г. Излъчва се по голяма част от станциите, притежавани от Ен Би Си, и „Хърст Телевижън“. През първите си пет сезона шоуто се снима в Студио 11 на „Ен Би Си Студиос“ в Бърбанк, Калифорния. В началото на сезон 6 шоуто се мести и започва да се записва на Сцена 1 в съседния парцел на „Уорнър Брос“ и да се излъчва във висока разделителна способност.
Шоуто получава 171 номинации за дневна награда „Еми“ и до 2021 г. печели 61 от тях, включително четири за изключително токшоу и седем за изключително забавление в токшоу, с което минава рекорда, държан дотогава от „Шоуто на Опра Уинфри“. „Шоуто на Елън Дедженеръс“ печели и 17 награди „Изборът на публиката“. На 21 май 2019 г. Дедженеръс обявява, че е подписала договор за още три години, подновявайки шоуто до 2022 г. Премиерата на осемнадесетия сезон е на 21 септември 2020 г. На 12 май 2021 г. Дедженеръс обявява, че деветнадесетият сезон ще бъде последен. Премиерата му е на 13 септември 2021 г.
Последният епизод е излъчен на 26 май 2022 г. От 9 септември повечето станции (включително NBC O&O) започват да заемат часовия интервал на шоуто с нови новинарски емисии или синдикирани програми като „Шоуто на Кели Кларксън“.